# Kurthi Jafarpur
Kurthi Jafarpur – miasto w północnych Indiach w stanie Uttar Pradesh, na Nizinie Hindustańskiej.
Populacja miasta w 2001 roku wynosiła 11 943 mieszkańców.